# Worble
Die Worble ist ein rund 15 Kilometer langer rechter Nebenfluss der Aare, welcher das Berner Mittelland (in der Schweiz) durchfliesst und dem Worblental seinen Namen gibt.

## Geographie

### Verlauf
Die Worble entspringt in einer Höhe von 713 m ü. M. auf der Gemeindegrenze von Grosshöchstetten und Konolfingen.
Sie fliesst zunächst knapp einen Kilometer nordwärts, biegt dann bei Sagi nach Westen ab und kommt nach gut einem Kilometer bei der Worber Ortschaft Richigen an. Sie passiert das Dorf in nordwestlicher Richtung und erreicht knapp einen weiteren Kilometer später die Gemeinde Worb. In dem Städtchen fliesst ihr auf ihrer rechten Seite der aus dem Osten kommende Änggisteibach zu, der eine linke Abzweigung des Biglenbach ist.
Die Worble läuft nun in Richtung Nordwesten an der Gemeinde Vechigen vorbei, umfliesst dann Stettlen von Süden und zieht östlich an Ostermundigen vorbei. Sie fliesst danach am Südrand von Bolligen entlang, wo sie östlich der Wegmühle auf ihrer linken Seite den aus dem Süden nahenden Lötschebach aufnimmt und mündet schliesslich bei Worblaufen in der Gemeinde Ittigen auf 489 m ü. M. von rechts in die Aare.
Ihr 15,3 km langer Lauf endet circa 224 Höhenmeter unterhalb ihrer Quelle, sie hat somit ein mittleres Sohlgefälle von ungefähr 15 ‰.

### Einzugsgebiet
Das 69,8 km² grosse Einzugsgebiet der Worble liegt im Schweizer Mittelland und wird über die Aare und den Rhein zur Nordsee entwässert.
Es besteht zu 22,9 % aus bestockter Fläche, zu 56,2 % aus Landwirtschaftsfläche, zu 20,7 % aus Siedlungsfläche und zu 0,2 % aus Gewässerfläche.
Flächenverteilung
Die mittlere Höhe des Einzugsgebietes beträgt 664 m ü. M., die minimale Höhe liegt bei 490 m ü. M. und die maximale Höhe bei 9413 m ü. M.

## Hydrologie

### Abflussdaten
An der Mündung der Worble in die Aare beträgt ihre modellierte mittlere Abflussmenge (MQ) 1700 l/s. Ihr Abflussregimetyp ist pluvial inférieur und ihre Abflussvariabilität beträgt 25.

### Hochwasser
Im Jahr 2007 überschwemmte die Worble Teile von Worb, worauf die Gemeinde Worb 2010 Hochwasserschutzmassnahmen im Umfang von 16,8 Mio. CHF beschloss.
Im Sommer 2016 wurden die wesentlichen Wasserbauarbeiten abgeschlossen und die Worble fliesst wieder als offenes Gerinne mit erhöhtem Überschwemmungsschutz im neuen Bachbett durch die Gemeinde Worb.

## Natur und Umwelt
Die Worble zählt zu den Gewässern, die im Grünen Testbereich liegen.
Sie hat einen hohen Fischbestand vor allem Bachforellen. Von den fischfressenden Vögel kommen vereinzelt der Gänsesäger und besonders am Oberlauf der Graureiher vor.
,

## Nutzung
Um das Jahr 1350 kauften die Herren von Worb von den Besitzern des Bigletals für zwei „schwarze Ochsen“ das Recht, so viel Wasser vom Biglenbach abzuleiten, wie durch ein grosses Sieb ging. Dank einer Verbindung zum Enggisteinbach und der Umleitung über den Schloss-Stalden in Worb mit hohem Gefälle konnten mehrere Betriebe die Wasserkraft nutzen. Der Enggisteinbach mündet unterhalb Worb in die Worble.
Um 1300 erwarb die Stadt Bern die vier umliegenden Kirchspiele Bolligen, Vechigen, Stettlen und Muri. Dadurch gelangte ein Grossteil der Worble unter direkte Kontrolle der Stadt. Aus mehreren Beschlüssen von Schultheiss und Rat der Stadt Bern geht hervor, dass in der Worble gefischt wurde. Im Beschluss vom 25. Oktober 1480 erliess die Stadt ein Verbot für bestimmte Fangtechniken («vachen, bären, ruschen»), welche bis zum «Sanct-Andreastag» nicht angewandt werden durften. Dieses Verbot wurde 1510 und 1544 wiederholt und die Strafen bei Zuwiderhandlung jeweils erhöht. Ein Schreiben von Schultheiss und Rat vom 13. September 1548 ist bemerkenswert, da darin zum ersten Mal explizit die «Laichzeit» als Schonzeit genannt wird. 1556 sahen sich Schultheiss und Rat genötigt «da die bisherige Ordnung oft übertreten wurde» diese zu erneuern und in einigen Punkten zu ergänzen. So ist die Ordnung von 1556 die erste, welche die Fischerei nur noch für private Zwecke erlaubt und Ortsfremden das Fischen in der Worble gänzlich untersagt. 1591, 1607 und 1609 wurde die Ordnung von 1556 wiederholt, wobei wiederholt auf das Fischereiverbot während des Laichs der Forellen hingewiesen wurde. Dass diese Fischereiordnungen nur bedingt dazu beitrugen den Fischbestand in der Worble zu sichern, zeigt schliesslich der Beschluss der Stadt vom 5. September 1660, das Fischen in der Worble für drei Jahre gänzlich zu verbieten. Auch dieser Fischereibann, den die Stadt 1660 über die Worble gelegt hatte, scheint nur bedingt gewirkt zu haben. 1663 wurde zwar das Fischen unter gewissen Voraussetzungen wieder erlaubt, doch regelten Schultheiss und Rat die Fischerei in der Worble mit der bis dahin umfassendsten Fischereiordnung (zehn Artikel). Diese wurde 1681 noch bestätigt und in einigen Punkten ergänzt, doch stellt die Fischereiordnung von 1663 die letzte bekannte Fischereiordnung für die Worble bis zum Ende des Ancien Regime dar.
Am 3. Dezember 1718 wurde dem Venner Anthoni Tillier eine Fischkonzession für einen gewissen Abschnitt der Worble bei Deisswil erteilt.
Bis Anfang 20. Jahrhundert wurde die Wasserkraft der Worble von der Papiermühle in Ittigen, dem Hammerwerk Müller wie auch der Pulverstampfe in Worblaufen wirtschaftlich genutzt.
Das alte Mühlerad wurde durch eine Turbine ersetzt.